# Ludwig Stark (Dramaturg)
Ludwig Adolf Stark (* 23. Oktober 1851 in Mannheim; † September 1917 in München) war ein deutscher Dramaturg, Spielleiter, Schauspieler und Professor in München.

## Leben
Stark verfasste im Jahr 1884 für den Verein 'Historisches Festspiel "Der Meistertrunk" e.V.' eine moderne Version des Meistertrunk-Festspiels. Von 1885 bis 1904 hatte er dort auch den Posten des Regisseurs inne. 
Aufgrund seiner Referenzen verpflichtete ihn etliche Jahre später auch Dinkelsbühl als Autor des Festspiels Die Kinderzeche, das bis heute alljährlich in Dinkelsbühl aufgeführt wird. Dadurch genießt Stark bis heute regionale Bekanntheit. Seine Kinderzeche erinnert an die Einnahme der Stadt 1632 durch die Schweden im Dreißigjährigen Krieg. Eine Kurzfassung des „historischen Festspiels“ wurde in den 1960er Jahren auch auf einer Schallplatte veröffentlicht. Von 1897 bis 1904 zeichnete Stark als Festspielleiter selbst für die Kinderzeche-Aufführungen verantwortlich.
Er trug den Ehrentitel eines Hofrats.

## Veröffentlichungen
- Die Kinderzeche in Dinkelsbühl. Volksfest mit Festspiel. Festplan und Festspieldichtung von Ludwig Stark. München 1896.
- El asesinato de Davos y los culpables - Santiago : Zig-Zag, [um 1936]
- ...entlang der Romantischen Straße: Dinkelsbühl, Telefunken T 77 847 (7 Inch Schallplatte, enthält Kurzfassung von Die Kinderzeche)
- ...entlang der Romantischen Straße, Telefunken SLE 14314-P (12 Inch Schallplatte, enthält Kurzfassung von Die Kinderzeche)